# Chaska
La ville de Chaska est le siège du comté de Carver, dans l’État du Minnesota, aux États-Unis. Lors du recensement de 2020, elle comptait 27 810 habitants. Elle a été fondée par des pionniers venus d’Allemagne et des Pays-Bas.

## Architecture
- L’église des Anges-Gardiens, une église catholique de style néogothique.
- Le Chaska Historical Marker est un monument inscrit au Registre national des lieux historiques depuis le 6 juillet 2010.

## Personnalités
- Ray Pleasant (1928-2022), homme politique américain, est mort à Chaska.